# Sjømannskirken
Sjømannskirken – norsk kirke i utlandet (norsk) er en frivillig organisation tilknyttet den norske kirke. 30 kirker ligger (per 2017) i 17 lande.
Organisationen har til formål at være en kirke, kulturelt og socialt mødested for alle nordmænd i udlandet.
Organisationen blev oprettet i Bergen 31 August 1864 under navnet "Foreningen til Evangeliets Forkyndelse for Skandinaviske Sømænd i fremmede Havne", senere kendt som den norske "Sjømannsmisjonen".
Udover generelle tilbedelse og gudstjenester, har organisationen fokuseret på besøg på skibe, hus besøg og syge besøg.
Organisationen driver også ambulerende tjeneste, og tilsvarer Danske Sømands- og Udlandskirker.

## Historie
I 1970'erne, at udvidet sømandsmission på opfordring af biskopperne i den norske kirke, målgruppen til at omfatte alle nordmænd, der opholder sig i udlandet. Sjømandskirkerne er fra tidligere tide kendt for sine gode vafler. Ti år senere blev den fulgt op af kirkens styrende organer, og i 1994 af Stortinget. I 1990 udvidet organisationens navn til også at omfatte "Norsk kirke i utlandet."
I 1999 begyndte sømandsmissionen at engagere sig i kirken på internettet, , med egen præst.
I 2003 organisationsstruktur ændret navn fra Den norske Sjømannsmisjon / Norsk kirke i utlandet til Sjømannskirken – norsk kirke i utlandet.
I 2014 blev den første og eneste sjømannskirke (tilhørende organisationen) i Norge solgt.

### Nedlagte kirker
Kirker blev nedlagt i Amsterdam (1908) Gøteborg (2011) og New Orleans (2016).

## Beliggenheder

### Europa
I Danmark driver organisationen Sjømannskirken i København – Kong Haakons kirke.
- Belgien
  - Bruxelles (Waterloo)
  - Antwerpen

- Storbritannien
  - Aberdeen
  - London

- Frankrig
  - Paris

- Cypern
  - Ayia Napa

- Nederlandene
  - Rotterdam

- Spanien
  - Albir-Villajoyosa
  - Costa del Sol
  - Gran Canaria
  - Lanzarote i Puerto del Carmen[1]
  - Mallorca
  - Tenerife
  - Torrevieja

- Sverige
  - Stockholm

- Schweiz

- Tyrkiet
  - Alanya

- Tyskland
  - Berlin
  - Hamburg[7]

### Amerika
- Brasilien
  - Rio de Janeiro

- USA
  - Houston
  - Los Angeles/San Pedro
  - Miami
  - New York
  - San Francisco.[7]

### Asien
- Dubai
- Okpo
- Pattaya
- Singapore[7]